# Les Corvées-les-Yys
Les Corvées-les-Yys település Franciaországban, Eure-et-Loir megyében. Lakosainak száma 327 fő (2022. január 1.). Les Corvées-les-Yys Saint-Denis-des-Puits, Le Thieulin, Les Châtelliers-Notre-Dame és Nonvilliers-Grandhoux községekkel határos.

## Népesség
A település népességének változása:
| Lakosok száma | 245  | 199  | 195  | 270  | 318  | 315  | 316  | 318  | 319  | 327  |
|               | 1968 | 1982 | 1990 | 2006 | 2013 | 2015 | 2017 | 2019 | 2020 | 2022 |